# Saiva phesamensis
Saiva phesamensis är en insektsart som beskrevs av Ollenbach 1929. Saiva phesamensis ingår i släktet Saiva och familjen lyktstritar. Inga underarter finns listade i Catalogue of Life.